# Hollenbock
Hollenbock ist ein Ortsteil der Gemeinde Finnentrop im Kreis Olpe im südlichen Sauerland mit elf Einwohnern. Der Ort liegt unmittelbar an der Grenze zu Attendorn, südwestlich von Heggen und unterhalb des Flugplatzes Attendorn-Finnentrop an der L 853. Am westlichen Ortsrand fließt die Milstenau, ein linker Nebenfluss der Bigge.

## Geschichte
Da frühe urkundliche Erwähnungen des Ortes fehlen und dieser bis in die zweite Hälfte des 19. Jahrhunderts mit dem nahen Milstenau gleichgesetzt wurde, ist seine Entstehungsgeschichte schwierig zu rekonstruieren. Wahrscheinlich ist von einer späten Besiedlung dieser Stelle auszugehen. Die ersten dokumentierten Bewohner im Hollenbock waren Mitglieder der Familie Lennemann, die dort im Urkataster von 1831 mit einem Hof verzeichnet sind.
Der Ortsname leitet sich vermutlich von den Stammwörtern „Höhle“ und „Bach“ ab (vgl. Hollenbeck bei Lübeck) und steht demnach als Sinnbild für die anliegende Milstenau (Bach), die in regenarmen Perioden austrocknet und deren Wasser in unterirdischen Höhlen verschwindet. Auch die „Hollen“, unterirdisch lebende Geister des Volksglaubens, werden in diesem Zusammenhang als Namensstifter diskutiert.
Ein Bildstock erinnert an die Auslagerung des Kölner Domschatzes mit den Reliquien der Heiligen Drei Könige, die 1794 im Hollenbock Station gemacht haben sollen, als die Gebeine vor brandschatzenden Franzosen in Sicherheit gebracht wurden.